# Польське військо у 1648-1699 роках
Польське військо у 1648—1699 роках — збройні сили I Речі Посполитої за часів панування Яна II Казимира, Міхала Корибута Вишневецького i Яна III Собеського.

## Роди військ
В означеному періоді військо Речі Посполитої складалось з наступних родів військ:
Загальнодержавні збройні сили
- наймане військо
- піхота вибранецька
- відділи ланові i димові
- підрозділи Запорозьких козаків,
- Посполите рушення шляхти;

Недержавні військові формування

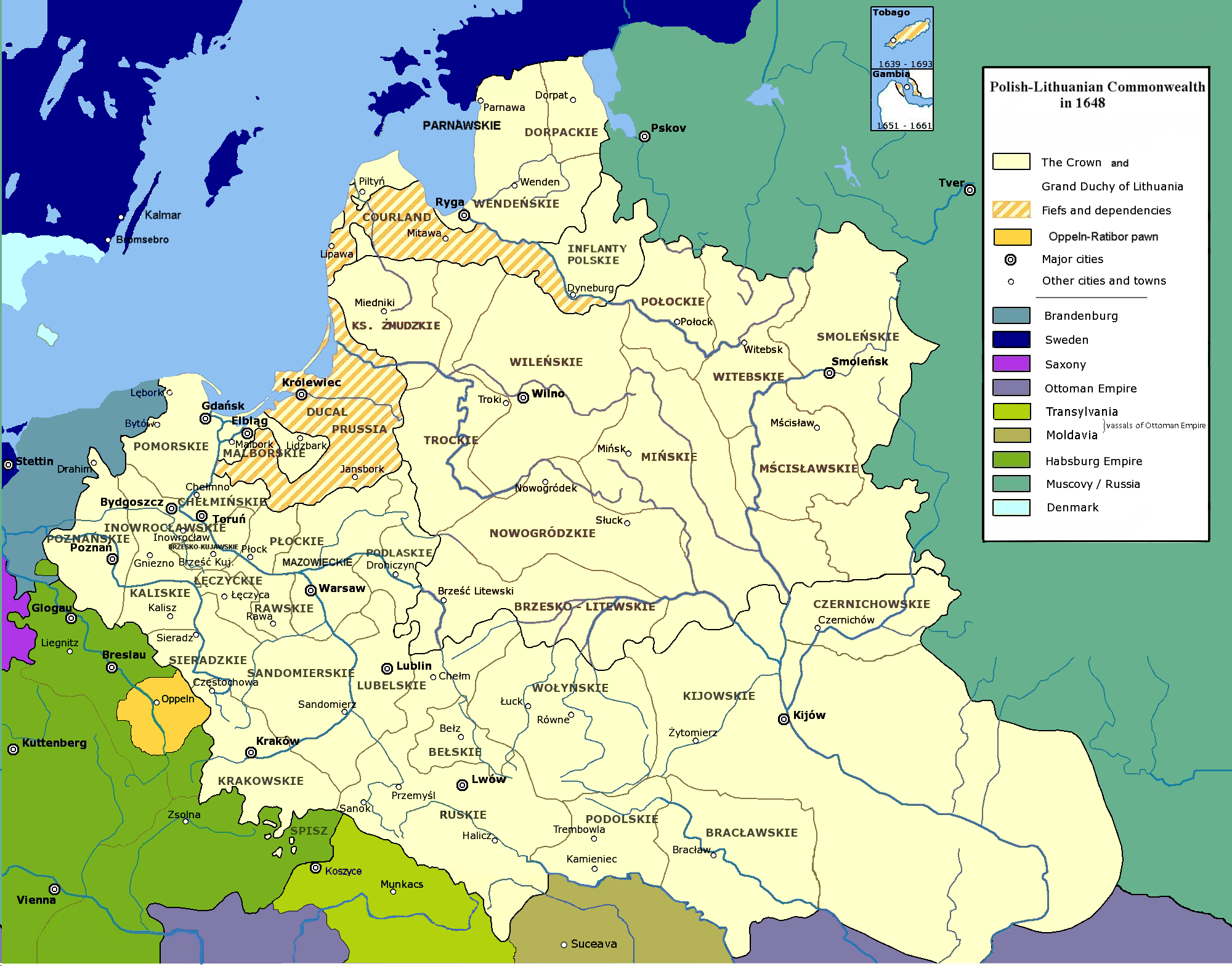
Річ Посполита у 1648 році

- загони, котрі наймались воєводствами і землями
- королівська гвардія
- збройні сили королівських міст
- приватне військо
- ординацьке військо

В періоди військової загрози Річ Посполита могла розраховувати також і на допомогу залежних феодалів. Ленні стосунки між Річ Посполитою і Герцогством Прусія були анульовані велавським договором. Однак на підставі вічного союзу, укладеного в Бидгощі, електор був зобов'язаний надавати Польщі, у разі потреби, 1500 осіб військового контингенту. В 1672 і 1674 роках та пізніше (зменшивши контингент до 1000 осіб) в 1683 i 1684 роках електор виконав свої зобов'язання. В наступні періоди він ухилявся від свого зобов'язання  прикриваючись відправленням допоміжних військ до Імператора в Угорщину.
Курляндський герцог, як васал, виплачував час від часу кошти на оборону Речі Посполитої. У 1684 році він надав військовий контингент який було приєднано до головних сил регулярної армії.

## Організація збройних сил
Верховне командування
Очільником збройних сил Речі Посполитої був король.  Керівництво найманим військом здійснювали великі гетьмани (великий гетьман коронний i великий гетьман Литовський). Вони виконували функції міністрів оборони очі, організовували і управляли військом. Були фактично незалежними від короля внаслідок пожиттєвого надання чину. Прийняття рішень щодо  кількості, складу і джерел утримання війська входили до компетенції сейму.
Намагання польських королів ослабити владу гетьманів не мали  успіху. Ян Казимир пробував скасовувати пожиттєвий статус гетьманів і зрівняти його владу із повноваженнями польного гетьмана, але ця реформа не була підтримана сеймом.
Кіннота

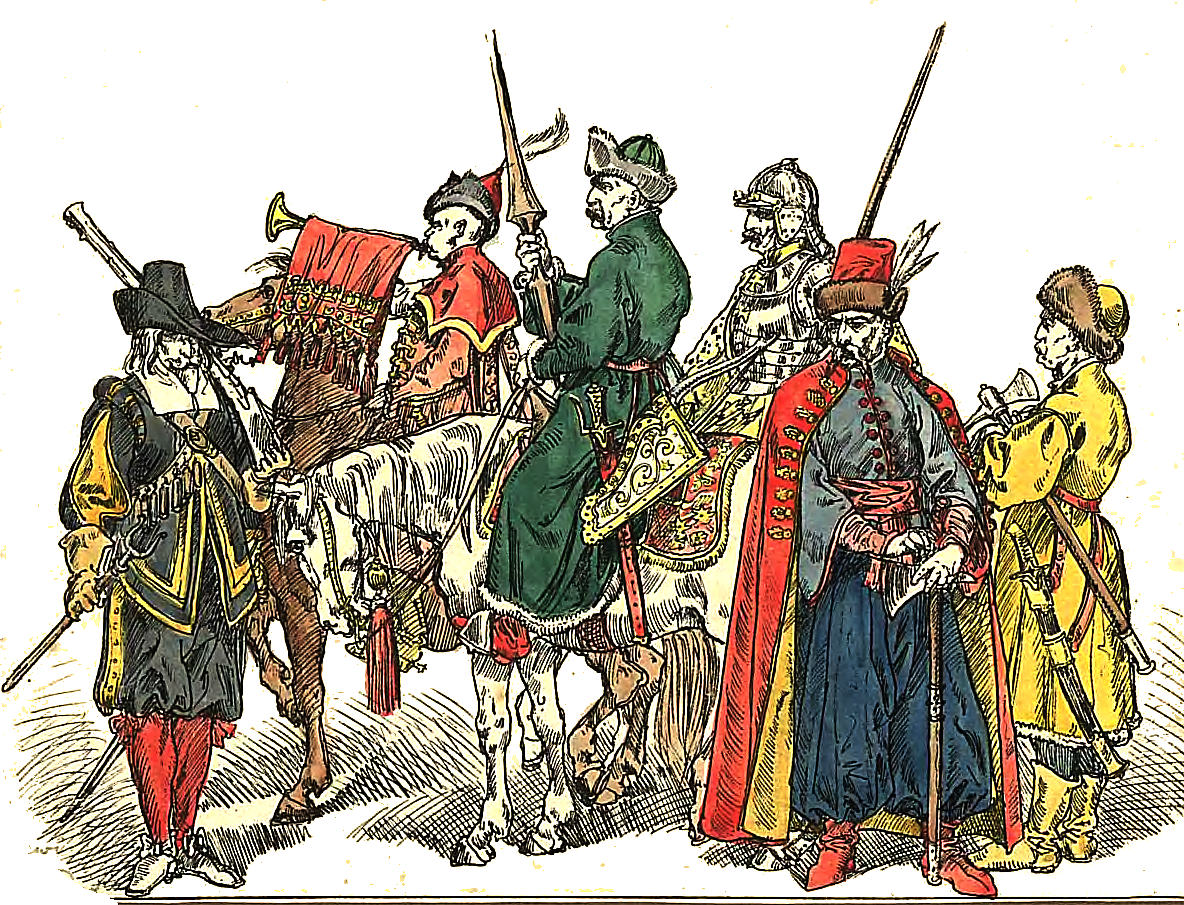
Польські жовніри XVII століття. Перший ліворуч — мушкетер іноземного найму.

Кіннота складалася з 4 основних видів: важкоозброєнних гусарів, середньоозброєнних козаків (з 70-х років називались панцирними), легкообзроєнної кінноти татарського та волоського типів, а також кавалерії, організованої за західними зразками — аркебузирів («аркебузерії») i рейтарів («рейтарії»). У литовській кінноті існував проміжний тип між гусарами і козаками — петигорійська кіннота.
Піхота

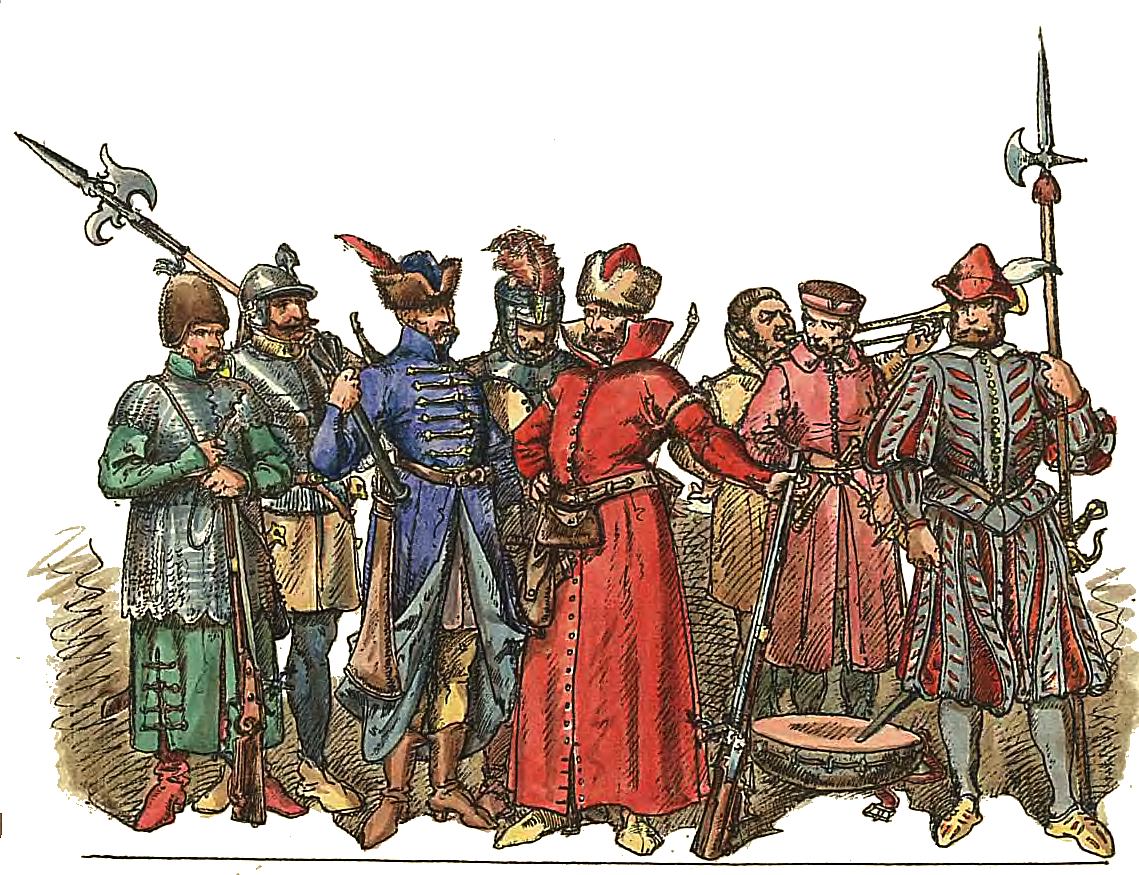
Польська піхота

До складу пішого війська входили відділи іноземної або німецької піхоти, польської або угорської піхоти, організовані за їх зразком відділи ланових, димних і виборних піхотинців, а також драгуни.
Артилерія
Артилерія та інженерні війська з 1637 року становили в Речі Посполитій окремі корпуси в Короні і у Литві з генералами коронної та литовської артилерії на чолі. Штаб генерала складався з кількох осіб: заступника командувача, цейхмейстера (cejgmistrz), капітана та інженера артилерії. Арсеналами завідували цейхвартери (cejgwarci). Старші артилеристи називалися едельманами (edelmanowie), обслуга гармат складалася з пушкарів та їхніх помічників, інженерний персонал — з баумейстера (baumistrz), мінера, феєрверкерів (піротехніків), петардника і ритівника (гравера карт і планів на міді). Допоміжний персонал становили ремісники (бронники, слюсарі, ковалі, стельмахи, теслярі, виробники ґнотів), а також профоси й сторожі.
У 1647 році постійний персонал артилерії становив 107 осіб, а з 70-х років він був збільшений до 160—180 осіб. До його складу входили також молодші офіцери. Постійний персонал в часи небезпеки знаходився у фортецях і арсеналах.